# 李云书
李云书（1867年—1928年），名厚祐，浙江省宁波府镇海县人，清末民国民族资本家。

## 生平简介
早年投资并经营奉锦天一垦务公司。清朝光绪二十八年（1902年），担任上海商业会议公所议员。光绪三十二年（1906年）10月，当选上海商务总会总理（会长）。1906年，参与预备立宪公会，为会员，参与立宪运动。光绪三十三年（1907年）10月，当选为上海商务总会协理。光绪三十四年（1908年），在上海商船会馆就职。
民国元年（1912年）5月，当选为上海总商会议董，后来在任期内自主辞职。民国五年（1916年）5月，当选为上海总商会会董，在此在任期内辞职。民国十三年（1924年）8月，出任上海总商会特别会董。